# Flunk
Flunk — норвежская музыкальная группа, состоящая из продюсера Ульфа Нигаарда, гитариста Джо Бакке, ударника Эрика Рууда и вокалистки Ани Оуэн Вистер.

## История
Первоначально группа состояла из двух участников, Ульфа и Джо, и начала свою деятельность с конца 2000 — начала 2001 года. Начиная как инструментальный проект с выборочным вокалом, они подписали контракт с Beatservice Records о написании трека зимой 2001 года. На прослушивании законченной версии трека лейбл-менеджер Видар Ханнсен подписал контракт с до сих пор безымянной группой для написания полного альбома.
Летом 2001 года Ульф и Джо записали половину альбома, а Аня импровизировала вокал. Затем Джо наложил гитару.
Весной 2002 года группа стала известна как Flunk, и участники выпустили свой первый сингл, кавер на песню группы New Order Blue Monday в апреле 2002. Трек был хорошо принят в Великобритании, а также был включен в многочисленные трансляции в Северной Америки и Европе. Позднее в апреле вышел их дебютный альбом For Sleepyheads Only, который получил положительные рецензии в Норвегии. После такого успеха канал BBC пригласил группу записать сессию для шоу The Blue Room на Radio 1 в Лондоне. Сразу после этого Notting Hill Art’s Club станет площадкой для их живых выступлений. В Америке группа подписала контракт с Guidance Recordings.
Летом 2002 группа получает восторженные отзывы от британских журналов и уже в июле они выступают на Norway’s finest rock festival. В октябре альбом For Sleepyheads Only был записан в Америке на Guidance Recordings. В ноябре Flunk выступает на London Jazz Festival.
В 2007 году Flunk выпускает свой третий альбом, Personal Stereo.
Последним релизом является альбом Chemistry And Math в 2018 году.

## Дискография

### Альбомы
- For Sleepyheads Only (2002)
- Treat Me Like You Do - For Sleepyheads Only Remixed (2003)
- Morning Star (2004)
- Play America (2005)
- Personal Stereo (2007)
- This Is What You Get (2009)
- The Songs We Sing (2012)
- Lost Causes (2013)
- Deconstruction Time Again (2015)
- Chemistry And Math (2018)
- History Of Everything Ever (2021)